# Karl Schönböck
Karl Ludwig Josef Maria Schönböck (né le 4 février 1909 à Vienne, mort le 24 mars 2001  à Munich) est un acteur autrichien.

## Biographie
Karl est le fils d'Emanuel Schönböck, capitaine de la DDSG (de), et de son épouse Luise Bogner. Après sa maturité, il commence à étudier la philologie. Après deux semestres, il s'inscrit à l'Académie de musique et d'arts du spectacle de Vienne et prend des cours de chant.
En 1930, il fait ses débuts au théâtre à Meißen. S'ensuivent de nombreux engagements et des apparitions sur scène à Salzbourg, Königsberg, Bonn, Berlin et Munich, où il passe la période de la Seconde Guerre mondiale dans le cabaret, Die Schaubude. C'est là qu'il rencontre son épouse, l'actrice Herta Saal (de). Puis il fonde le Die Kleine Freiheit après la guerre. Alors qu'il a commencé sa carrière dans des rôles dramatiques, il se consacre alors au théâtre de boulevard, où il joue les bons vivants et les grands seigneurs, tout en continuant à faire le comique dans son cabaret.
Il fait ses débuts au cinéma en 1936 dans Das Mädchen Irene de Reinhold Schünzel. Encore une fois, Schönböck mime le gentleman ou l'aristocrate charmant, souvent un peu vain et donc pas tout à fait sérieux. Cela se voit d'autant mieux dans des films parodiques ou caricaturaux comme la satire Schtonk !, sur l'affaire Konrad Kujau, et le vieux noble dans Halali oder Der Schuß ins Brötchen (de). Son dernier rôle majeur est celui du père de Friedrich von Thun dans la série policière Les Enquêtes du professeur Capellari.
En 1965, Schönböck fait un second mariage avec l'actrice Corinna Genest (de). Il a de son premier mariage une fille, Christine. Karl Schönböck est enterré aux côtés de Herta Saal au cimetière Waldfriedhof de Munich.

## Filmographie

### Au cinéma
- 1936 : Das Mädchen Irene
- 1936: Blumen aus Nizza d'Augusto Genina
- 1937: Daphne und der Diplomat
- 1937: Gewitterflug zu Claudia
- 1938: Anna Favetti
- 1938: La Belle Hongroise
- 1938: Fille d'Ève
- 1939: Liebe streng verboten
- 1939: Mademoiselle
- 1939: Die goldene Maske
- 1939: Faux coupables
- 1940: Aus erster Ehe
- 1940 : Bismarck de Wolfgang Liebeneiner
- 1940: Casanova heiratet
- 1941: Der siebente Junge
- 1941: Frau Luna
- 1941: Das große Spiel
- 1942: Der Fall Rainer
- 1942: Stimme des Herzens
- 1943: Die Wirtin zum Weißen Rößl
- 1943: Bonjour l'acrobate (de)
- 1943 : Titanic d'Herbert Selpin et Werner Klingler
- 1944: J'ai rêvé de toi
- 1944 : La parole est à la défense (Der Verteidiger hat das Wort)
- 1945: Die Brüder Noltenius
- 1945: Eine alltägliche Geschichte
- 1945: Das Leben geht weiter
- 1945: Frau über Bord / Das Mädchen Juanita
- 1946: Peter Voss, der Millionendieb
- 1948: Ballade berlinoise
- 1949: Träum’ nicht, Annette!
- 1949: Ich mach' Dich glücklich
- 1949: Höllische Liebe
- 1949: Der blaue Strohhut
- 1950: Meine Nichte Susanne
- 1950: Der Mann, der sich selber sucht
- 1950: Sensation im Savoy
- 1950: Die Nacht ohne Sünde (de)
- 1950: Taxi-Kitty
- 1952: Ein ganz großes Kind
- 1952: Die Försterchristel (de)
- 1952: Der keusche Lebemann
- 1952: Wir tanzen auf dem Regenbogen
- 1953: Die Fiakermilli (de)
- 1953: Lavendel
- 1953: Fanfaren der Ehe
- 1953: Muß man sich gleich scheiden lassen?
- 1953: Die Nacht ohne Moral
- 1953: Schlagerparade
- 1953: Bezauberndes Fräulein
- 1953: Perle von Tokay
- 1954: Rosen aus dem Süden
- 1954: Der Zigeunerbaron
- 1954: Feu d'artifice de Kurt Hoffmann
- 1954: Die Stadt ist voller Geheimnisse
- 1955: Ihre Liebesnacht
- 1955: Ihr erstes Rendezvous (de)
- 1955: Le Congrès s'amuse
- 1956: Das Bad auf der Tenne
- 1956: Ein tolles Hotel
- 1956: Hurra – die Firma hat ein Kind
- 1956: Durch die Wälder, durch die Auen de Georg Wilhelm Pabst
- 1956: Die liebe Familie
- 1958: Sehnsucht hat mich verführt
- 1959: L'Amour, c'est mon métier
- 1960: Schlagerraketen – Festival der Herzen
- 1960: Fais ta valise Sherlock Holmes (de)
- 1961: Eine hübscher als die andere (de)
- 1961: Bei Pichler stimmt die Kasse nicht
- 1961: Blond muß man sein auf Capri (de)
- 1961: C'est pas toujours du caviar de Géza von Radványi
- 1961: Top secret - C'est pas toujours du caviar
- 1961: Heute geh’n wir bummeln
- 1961: Le Rêve de Lieschen Mueller
- 1962: Deutschland – deine Sternchen (de)
- 1962: Carillons sans joie
- 1962: Bataille de polochons
- 1964: Maibritt, das Mädchen von den Inseln
- 1966: Onkel Filser – Allerneueste Lausbubengeschichten (de)
- 1967: Der Lügner und die Nonne (de)
- 1967: Wenn Ludwig ins Manöver zieht (de)
- 1967: L'Homme, l'orgueil et la vengeance (L'Umo, l'orgolio, la vendetta)
- 1968: Ich spreng’ Euch alle in die Luft – Inspektor Blomfields Fall Nr. 1 (de)
- 1968: Le Franciscain de Bourges
- 1969: Nicht fummeln, Liebling (de)
- 1970: Die Lümmel von der ersten Bank (de) – Wir hau’n die Pauker in die Pfanne (de)
- 1971: Das haut den stärksten Zwilling um
- 1975 : Sept morts sur ordonnance de Jacques Rouffio
- 1976: Rosemaries Tochter (de)
- 1985 : Otto – Der Film d'Otto Waalkes et Xaver Schwarzenberger
- 1992 : Schtonk ! d'Helmut Dietl
- 1994: Halali oder Der Schuß ins Brötchen (de)
- 2000: Bellaria – So lange wir leben! (de) (documentaire)

### À la télévision
- 1955 : Feuerwerk
- 1957: Notturno (TV)
- 1957: Das Abgründige in Herrn Gerstenberg (TV)
- 1957: Unentschuldigte Stunde (TV)
- 1958: Das Prinzip (TV)
- 1959: Der Misanthrop (TV)
- 1959: Die ist nicht von gestern (TV)
- 1959: Amphitryon (TV)
- 1959: Intimitäten (TV)
- 1959: Die Liebe des Jahres (TV)
- 1960: Die erste Mrs. Selby (TV)
- 1960: Olivia (TV)
- 1960: Finden Sie, daß Constanze sich richtig verhält? (TV)
- 1960: Es geschah in Paris (TV)
- 1961: Ein Tag im Leben von... (TV)
- 1961: Froher Herbst des Lebens (TV)
- 1961: Biographie und Liebe (TV)
- 1961: Der Hofrat war verhindert (TV)
- 1963: Lady Frederick (TV)
- 1963: Feuerwerk (TV)
- 1963: Mamsell Nitouche (TV)
- 1964: Reise um die Erde (TV)
- 1964: Die beiden Klingsberg (TV)
- 1964: Der Weiberheld (TV)
- 1964: Das Pferd (TV)
- 1964: Mitternachtsmarkt (TV)
- 1964: Ein Engel namens Schmitt (TV)
- 1964: Meine Nichte Susanne (TV)
- 1964: Lady Windermeres Fächer (TV)
- 1965: Herr Kayser und die Nachtigall (TV)
- 1966: Schöne Geschichten mit Papa und Mama (TV)
- 1967: Liebe für Liebe (TV)
- 1967: Das Attentat (TV)
- 1967: Pechvogel (TV)
- 1967: Paradies auf Erden (TV)
- 1968: Hochzeit auf der Alm (TV)
- 1969: Ein Mädchen für alles (TV)
- 1969: Das Interview (TV)
- 1969: Dem Täter auf der Spur (de) (série télévisée) : Familienärger
- 1970: Das Kamel geht durch das Nadelöhr (TV)
- 1970: Der Feldherrnhügel (TV)
- 1970: Die Frau ohne Kuß (TV)
- 1971: Ein Herr Schmidt (TV)
- 1971: Die Czardasfürstin (TV)
- 1974: Die Kinder Edouards (TV)
- 1975: Komtesse Mizzi (TV)
- 1976: Die liebe Familie (TV)
- 1977: Ein verrücktes Paar (de) (série télévisée, un épisode)
- 1977: Die Lästigen (TV)
- 1978: Der große Karpfen Ferdinand (TV)
- 1979: Der Kreis (TV)
- 1979: Jane (TV)
- 1979: Die Kinder (TV)
- 1979: Augenblicke (TV)
- 1979: Der Eisvogel (TV)
- 1981: Alte Liebe (TV)
- 1981: Duett im Zwielicht (TV)
- 1983: Der Lord und das Kätzchen (TV)
- 1983: Lady Frederick (TV)
- 1985: Tatort (série télévisée) : Das Archiv
- 1986: Detektivbüro Roth (de) (série télévisée)
- 1986: Die Wicherts von nebenan (de) (série télévisée)
- 1987: Das Erbe der Guldenburgs (de) (série télévisée)
- 1987: Höchste Eisenbahn (TV)
- 1988: Romeo mit grauen Schläfen (TV)
- 1990: Die Kaffeehaus-Clique (TV)
- 1991: Ein Schloß am Wörthersee (série télévisée) : Alte Liebe rostet nicht
- 1993: Si, ti voglio bene (série télévisée) : Drei Tage mit dem Richter
- 1993: Die Botschafterin (série télévisée)
- 1994: Verliebt, verlobt, verheiratet (série télévisée)
- 1994: Der Nelkenkönig (série télévisée)
- 1997: First Love - Die große Liebe (série télévisée)
- 1997: Joy Fieldings Mörderischer Sommer (TV)
- 1997: Moritz Kowalsky (série télévisée) : Samen des Bösen
- 1997: Rosamunde Pilcher (série télévisée) : Die zweite Chance
- 1997: Sir John Brendan (série télévisée)
- 1998: Die Friseuse und der Millionär (TV)
- 1998: Charly la malice (de) (série télévisée) : Ferien im Traumhotel
- 1998: Les Enquêtes du professeur Capellari (série télévisée)
- 1999: Vino Santo – Es lebe die Liebe, es lebe der Wein (de) (TV)
- 2000: Schlosshotel Orth (de) (série télévisée) : Der Vorhang fällt